# Zwerg-Ringbeutler
Der Zwerg-Ringbeutler (Pseudochirulus mayeri) ist ein Beutelsäuger aus der Familie der Ringbeutler, der im Zentralgebirge von Neuguinea von den Paniai-Seen im Westen bis nach Mount Hagen im Osten, auf der Huon-Halbinsel beheimatet ist.

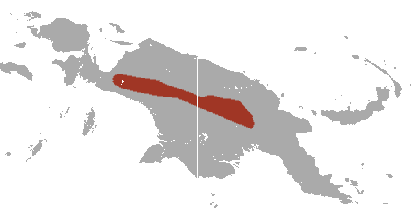
Verbreitungskarte des Zwerg-Ringbeutlers

## Merkmale
Der Zwerg-Ringbeutler haben eine Kopf-Rumpf-Länge von 17 bis 21 cm, hat einen 15 bis 19 cm langen Schwanz und erreicht ein Gewicht von 105 bis 206 g. Die Tiere sind eintönig braun gefärbt, ohne irgendwelche Zeichnungen oder Musterungen. Von anderen Ringbeutlern können sie am besten durch ihre Kleinheit unterschieden werden.

## Vorkommen, Lebensraum und Lebensweise
Der Zwerg-Ringbeutler lebt in feuchten, vermoosten Wäldern in Höhen ab 1500 Metern über dem Meeresspiegel. Die meisten Tiere kommen in Höhen von 2500 bis 3600 Metern vor. Im Unterschied zu den meisten anderen Ringbeutlern ernähren sie sich nicht vor allem von Blättern, sondern mehr von epiphytischen Flechten, Moosen, Farnen, Pilzen und Pollen. Ein in Gefangenschaft gehaltenes Exemplar verweigerte die angebotene Blattnahrung größtenteils. Über das Fortpflanzungsverhalten und das übrige Verhalten der Tiere ist bisher nur wenig bekannt. Die Tiere sind nachtaktiv und verbringen den Tag in Nestern, die in niedriger Höhe, meist nur einen Meter über dem Erdboden gebaut werden. Die Nester werden üblicherweise in Astgabeln errichtet, bestehen vor allem aus Moosen und Flechten und haben eine Ein- und Ausgangsöffnung nach oben.

## Gefährdung
Die IUCN klassifiziert den Zwerg-Ringbeutler in die Kategorie „ungefährdet“ (Least Concern). Bedrohungen, die den Bestand der Art ernsthaft gefährden könnten, sind bisher unbekannt. Möglicherweise wird der Zwerg-Ringbeutler zur Gewinnung von Bushmeat vom Menschen bejagt.